# العتبة الداروينية

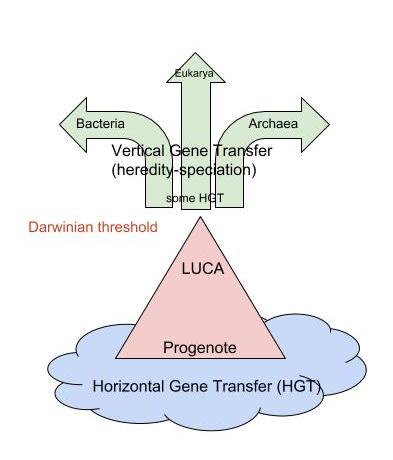
العتبة الداروينية: فترة الانتقال أثناء تطور الخلايا الأولى عندما ينتقل النقل الجيني من الوضع الأفقي السائد إلى الوضع الرأسي

العتبة الداروينية أو الانتقال الدارويني مصطلح قدمه كارل ووز لوصف فترة انتقالية خلال تطور الخلايا الأولى عندما يتجه الانتقال الجيني من الوضع الأفقي شبه السائد إلى الوضع العمودي. تبدأ العملية عندما تصبح أسلاف آخر سلف شامل غير قادرة على نقل الجينات الأفقي (أو الجانبي) وتصبح كيانات فردية ذات وراثة عمودية يكون الاصطفاء الطبيعي فعالًا عليها. بعد هذا الانتقال، تتظاهر الحياة بسلاسل لها نمط تطور سلالات حديث شبيه بالشجرة.

## قبل العتبة الداروينية
غالبًا ما يُنظر إلى آخر سلف شامل على أنه كائن حي معقد ذو جينوم قائم على الدنا (الحمض النووي الريبوزي منقوص الأكسجين)، وتدفق معلومات معقد واستقلاب فعال، لكن يعتقد بعض المؤلفين، مثل كارل ووز، أن السلف الشامل الأخير لم يكن كيانًا منفصلاً بل بالأحرى مجموعة متنوعة من الخلايا التي نجت وتطورت كوحدة بيولوجية.
أشار كارل ووز إلى احتمال وجود معدلات عالية من الطفرات وجينومات صغيرة. اعتُقد أيضًا بوجود بروتينات صغيرة و«بروتينات إحصائية» مترجمة بشكل غير دقيق. سُميت الكيانات التي لم تتطور فيها الترجمة بعد إلى الحد الذي يمكن أن تنشأ فيه بروتينات من النوع الحديث، ب«بدائيات الجينوت»، والحقبة التي كانت فيها هذه الكيانات من أكثر أشكال الحياة تقدمًا، «حقبة بدائيات الجينوت».
كانت هذه الكائنات الحية أو الكيانات البيولوجية، التي سُميت بدائيات الجينوت، تملك جزيئات رنا (حمض نووي ريبوزي) كمادة وراثية بدلاً من الدنا. جزيئات الرنا قادرة على التحفيز والتضاعف على حد سواء وقد تكون مركزًا لأصول الوراثة والحياة نفسها. اقتُرح أن الأحداث الجزيئية الأولية نُفذت بواسطة الرنا الناقل. يُفترض أن الرنا الناقل البنيوي قد يوفر أحماض أمينية خلال عملية تسمى الترجمة الذاتية لشريط الرنا الناقل.
لم تكتمل التقسيمات مع الأغشية الخلوية ولم تكن ترجمة البروتينات دقيقة. لم يكن لكل بدائي جينوت استقلاب خاص به؛ كانت خطوات الاستقلاب المختلفة موجودة في بدائيات جينوت مختلفة. يُفترض وجود مجتمع من الأنظمة الفرعية التي بدأت تتعاون بشكل جماعي وبلغت ذروتها في السلف الشامل الأخير.

## بعد العتبة الداروينية
يضع معظم العلماء السلف الشامل الأخير في جذر شجرة الحياة. يتفرع عن الجذر نطاقان من بدائيات النوى: البكتيريا والعتائق. بعد هذا الانقسام الأول مباشرةً، ينقسم أحد الفروع، المتجه نحو العتائق، مرة أخرى ويؤدي إلى ظهور فرع ثالث هو فرع حقيقيات النوى بحيث أصبح يوجد ثلاثة نطاقات للحياة. اعتقد كارل ووز أنه حتى خلال حقبة نشأة السلف الشامل الأخير، كان الجذر والفروع الأولى غير واضحة لأن الخلايا لم تتحدد جيدًا حتى تلك اللحظة وكان نقل الجينات الأفقي ما يزال مهمًا للغاية. يؤكد بعض المؤلفين أن السلف الشامل الأخير كان عبارة عن حقيقيات نوى أليفة للحرارة المعتدلة. وفقًا لهؤلاء المؤلفين، كانت النطاقات المشتقة من السلف الشامل الأخير من خلال عملية التطور الاختزالي أو «التبسيطي» هي بدائيات نوى؛ الجراثيم أليفة الحرارة وأليفة الحرارة المعتدلة والعتائق أليفة الحرارة. لهذا السبب، ينبغي التخلي عن مصطلح «بدائيات النوى»، لأنه يشير إلى أن «بدائيات النوى» سبقت «حقيقيات النوى» في تطورها من السلف الشامل الأخير نحو التعقيد.